# میدان یخی شمال (کوه کلیمانجارو)
میدان یخی شمال (به لاتین: Northern Ice Field) یک یخچال طبیعی در تانزانیا است که در Mount Kilimanjaro, Tanzania واقع شده‌است.